# Андремон
Андремон је у грчкој митологији било име више личности.

## Митологија
- Према Аполодору и Паусанији, један од учесника тројанског рата, који је предводио Етољане. Према писању ових аутора и у Хомеровој „Илијади“, када је Диомед ослободио Енеја, кога су били заробили Агријеви синови, препустио је власт Андремону, пошто је Енеј био престар. Међутим, Антонин Либерал је писао да је Енеј наставио да влада након свог ослобађања. Андремон је био сахрањен у истом гробу са својом супругом Горгом у Амфиси (чији је оснивач био[1]), који се могао видети у доба Паусаније. Имали су сина Тоанта.[2][3]
- Аполодор и Паусанија су наводили још једног Андремона, Оксиловог оца.[2] Заправо, он се наводи као иста личност као и претходна, али је изгледа ипак то други Андремон. Такође, неки извори наводе да је овде у питању грешка и да је Оксилов отац Хемон, али да му је име било погрешно прочитано (лат. Haiuonos уместо Andraimonos).[3]
- У Овидијевим „Метаморфозама“, али и у истоименом делу Антонина Либерала, био је Оксилов син и Дриопин супруг.[2]
- Један од синова атинског краља Кодра. Он је учествовао у колонизацији Јоније и протерао је Каријане из Лебеда, или је основао Лебед, узурпирајући место знано као Артис. Сахрањен је близу Колофона. О њему је писао Паусанија.[2]
- Аполодор је навео Андремона као једног од Пенелопиних просилаца из Дулихијума.[4]